# 이윤선
이윤선(李倫宣, 1949년 4월 26일 ~ )은 대한민국의 성우이다. 1968년 연극 배우로 활동하다가 1977년 KBS 15기 공채 성우로 데뷔하였다.

## 출연

### 애니메이션
※전체 출연작은 외부 링크를 참조
- 11인의 우주용사(KBS) - 4세
- 거북이 특공대(SBS) - 미켈란젤로
- 고스트 바둑왕(KBS) - 이봉수 / 교장 선생님 / 천기자 / 고만석 (49화)
- 곰돌이 푸(2001년 더빙판/KBS) - 푸
- 기동전함 나데카(SBS) - 과학자
- 꼬꼬마 텔레토비(KBS) - 보라돌이
- 꼬마유령 캐스퍼(KBS) - 트림이
- 꽃천사 루루(KBS) - 카멜
- 꾀돌이 삼총사(SBS)
- 내 친구 티거와 푸(KBS) - 푸
- 노인과 바다(KBS)
- 뉴 핑크팬더(투니버스)
- 닌자고(니켈로디언) - 마스터 우
- 달타냥의 모험(KBS) - 리슐리외 추기경 / 프랑소와
- 뚝딱박사 핌(KBS) - 캐비
- 래피치와 요술장화(EBS) - 피코
- 마법소녀 리나 NEXT(SBS) - 디미아
- 마지막 유니콘(SBS)
- 만능 수리공 매니(KBS) - 펠리페
- 매직 스워드(SBS) - 그리핀
- 명탐정 코난(KBS) - 김준명
- 몬스터(투니버스) - 형사
- 미아 앤 미(KBS) - 피들
- 바비의 백조의 호수(투니버스)
- 별나라 손오공(KBS) - 손오공
- 사무라이 참프루(투니버스) - 기누마사
- 셀림의 선물(KBS)
- 셰익스피어 명작만화(SBS) - 단역(몽테크리스토 백작) / 해설(말괄량이 길들이기)
- 오린의 대모험(SBS)
- 외계인 붐(MBC)
- 우정의 그라운드(KBS) - 감독 / 한일전 아나운서
- 원피스(KBS) - 부들
- 은하수비대(SBS) - 닥터 하트
- 잠의 요정 나일러스(EBS) - 프랜틱
- 정말 웃기는 마을(니켈로디언)
- 정의의 용사 카봇(KBS) - 김창기 박사 / 갓매그너스 / 제이포 / 슬래퍼
- 지옥의 외인부대(KBS) - 진
- 직스(퀴니) - 삼촌
- 캡틴 테일러 (SBS) - 웨인 총장
- 투모야 친구들(EBS) - 히카카
- 환상마을 토포토포(KBS) - 야비스

### 애니메이션 영화
- 곰돌이 푸 오리지널 클래식 / 티거 무비 / 곰돌이 푸 2011 - 푸
- 노틀담의 꼽추 1~2 - 휴고
- 마다가스카 (KBS) - 모리스
- 신밧드: 7대양의 전설(KBS) - 첨
- 아나스타샤(KBS) - 바톡 (행크 아자리아)
- 아쥐르와 아스마르(KBS) - 크라푸
- 인크레더블 - 에드나(이)
- 은하영웅전설 - 무라이
- 카 - 루이지, 제이
- 카 2, 3 - 루이지
- 헷지(KBS) - 루
- 101마리 강아지 2 - 리틀 라이트닝

### 영화
- 굿모닝 베트남(KBS) - 지미(츄 바 응우옌)
- 에스토마고(KBS) - 줄미로(제차 체노비츠)
- 에이스 벤츄라 2(SBS) 캐드비 (사이먼 캘로우)
- 죽기 아니면 까무러치기(SBS) - 어니 (맷 플레워)
- 브로큰 애로우(SBS) - 프리쳇 (밥 건튼)
- 좋은 친구들(SBS) - 토미 드비토 (조 페시/조셉 드오노프리오)
- 나 홀로 집에(SBS) - 해리 (조 페시)
- 튜니티라 불러다오(KBS) - 헤드릭스(안토니오 먼시리슨) / 스팅거리 스미스(베니토 스테파넬리)
- 쿵푸 허슬(KBS) - 분식가게 주인(동지화)
- 세상에서 가장 슬픈 유혹(SBS)
- 피아니스트의 전설(SBS)
- 스타 워즈 에피소드 4: 새로운 희망(KBS) - 타게 장군(돈 헨더슨) / 반란군 사령관(에디 번) / 스톰 트루퍼
- 성룡의 홍번구(SBS) - 엔젤 (가빈 크로스)
- 에어 아메리카(SBS) - 로브 (데이비드 마셜 그렌트)
- 텍사스 레인저(SBS) - 프랭크 듀크스 (톰 스커릿)
- 앱솔루트 파워(SBS) - 빌 (스콧 글렌)
- 마틴 쉰의 유죄추정(SBS)
- 블래스트(SBS) - 멜커 교주 외
- 엑소시스트(SBS) - 버크 (잭 맥고우런) / 테니 박사(로버트 시먼즈) / 신부(토머스 버밍햄)
- 맥시멈 리스크(SBS) - 이반 (자흐 그레니어)
- 에어 포스 원(SBS)
- 솔저(SBS) - 지미 (마이클 치클리스)
- 글래디에이터(SBS) - 팔코(데이빗 쇼필드)
- 쇼생크 탈출(SBS) - 헤이우드 (윌리엄 새들러)
- 인디펜던스 데이(SBS) - 러셀 (랜디 퀘이드)
- 터미네이터(KBS) - 부코 비치(랜스 헨릭슨) / 총포상 주인(딕 밀러) / 불량배(빌 팩스턴)
- 투명인간의 사랑(SBS)
- 어글리 우먼(SBS) - 펠라리 경사
- 사라의 미로여행(SBS)
- 바이러스(SBS)
- 다이하드(SBS) - 리처드 손버그 (윌리엄 아서턴)
- 다이하드 2(SBS) - 리처드 손버그 (윌리엄 아서턴)
- 카세일즈맨의 연애특강(SBS)
- 저지 드레드(SBS) - 허먼 퍼거슨 (롭 슈나이더)
- 맘보 킹(KBS)
- 용행천하(KBS) - 아미의 상관(장좌강) / 오스카(마이클 버크)
- 내일을 향해 쏴라(KBS) - 하비(테드 캐시디) / 자전거 판매원(헨리 존스)
- 12명의 배심원(KBS) - 배심원(유리 스토야노프)
- 제이콥의 거짓말(KBS)
- 말레나(KBS)
- 화성인 마틴(KBS) - 클레이(월리스 숀)
- 머니트레인(KBS) - 패터슨 (로버트 블레이크)
- 머시니스트(KBS) - 퍼먼(로버트 롱)
- 라디오 살인사건(KBS)
- 택시 2(KBS) - 베르티노 장군
  - 택시 3(KBS) - 베르티노 장군
- 미스터리 알래스카(KBS) - 월시 (마이클 매킨)
- 알츠하이머 케이스(KBS) - 브라커(야페 클라에스)
- 리딕: 헬리온 최후의 빛(KBS) - 정제자(라이너스 로체)
- 원초적 본능 2(KBS) - 로이 워슈번 (데이비드 슈리스)
- 막을 올려라(KBS) - 팀 (마크 린 베이커)
- 스플래시(KBS) - 월터 (유진 레비)
- 못말리는 로빈 후드(KBS) - 깜빡눈(마크 블랭크필드)
- 미시시피 버닝(MBC) - 앨런 워드 (윌럼 더포)
- 자호접(KBS) - 시에밍 (풍원정)
- 베토벤(KBS) - 조지 뉴턴 (찰스 그로딘)
- 부모님이 휴가가던 해(KBS) - 모텔 할아버지 외
- 세븐(KBS) - 형사(피터 크롬비) / 의사(리차드 포트나우) / 안마 시술소의 남자(마이클 매시)
- 플래툰(KBS) - 오닐 중사 (존 C. 맥긴리)
- 보리밭을 흔드는 바람(KBS) - 콩고 (마틴 루시)
- 골든 게이트(KBS) - 론 피넬리 (브루노 커비)
- 성룡의 홍번구(KBS) - 아강의 삼촌 (증강)
- 성월동화(KBS) - 반장
- 크리스마스 캐럴(KBS) - 로버트 말리
- 프렌치 커넥션(95년 더빙판/KBS) - 피에르 니콜리(마르셀 보주피)
- 재회(KBS) - 라파엘 (산티아고 아모스)
- 바라바(KBS) - 루피오 총독 (노먼 울랜드)
- 뱀파이어와의 인터뷰(KBS) - 산티아고 (스티븐 리아)
- 죠스(KBS) - 방송국 기자
- 알프레드 히치콕의 나는 고백한다(KBS) - 켈러 (O.E. 하스)
- 어둠속의 댄서(KBS) - 노비 (조엘 그레이)
- 전선 위의 참새(KBS)
- 챔프(KBS)
- 발렌타인(SBS) - 보간
- 여름연가(KBS) - 사리프
- 대사건(KBS) - 장춘(살인청부업자)(유융)
- 하이렌더4(SBS)
- 시간 여행자의 아내(KBS) - 필립 애브셔 (필립 크레이그)
- 하와이, 오슬로(KBS) - 비고
- 런어웨이 브라이드(KBS)
- 삼총사(KBS) - 포르토스 (올리버 플랫)
- 볼사리노2(KBS)
- 태양은 가득히(KBS) - 릭코르디 (에르노 크리사)
- 하몬드 가의 비밀(KBS)
- X파일: 미래와의 전쟁(KBS) - 프로하이크(톰 브레이드우드)
- 에어 포스 원(KBS)
- 허드슨호크(KBS)
- 졸업(KBS) - 벤저민의 아버지(윌리엄 대니얼스) / 호텔 직원
- 석양의 갱들(KBS)
- 오르페브르 36번가(KBS) - 프랜시스(알랑 피글라즈) / 스텐넥(크리스토프 루조) / 휴고의 동료(루도빅 버딜럿)
- 공포의 특급열차(KBS)
- 애니멀(KBS)
- 토파즈(KBS) - 헨티
- 새(KBS)
- 댓 싱 유 두(KBS) - 아빠(홈즈 오스본)
- 해커스(KBS)
- 마이티 덕2(KBS) - 돈 티블스, 심판
- 호커스 포커스(KBS)
- 크로우3(KBS)
- 101마리 달마시안(KBS)
- 극속전설(KBS) - 토니
- 라스트 모히칸(KBS)
- 양들의 침묵(KBS) - 크로포드의 상관(로저 코먼) / 마을 주민(해리 노더프) / 부검의(트레이시 월터) / 경찰(대니 다스트) / 죄수(스튜어트 루딘)
- 귀여운 빌리(KBS)
- 메이드 인 아메리카(KBS)
- 운명의 덩크슛(KBS) - 레이 폭스 (숀 매칸)
- 에드 우드(KBS) - 그라비츠
- 인디아나 존스3(KBS) - 마커스 브로디 (덴홈 엘리어트)
- 택시(KBS) - 국방부 장군
- 포레스트 검프(KBS) - 방송 기자(데이비드 브리스빈) / 군인(에릭 언더우드) / 어부(W. 벤슨 테리)
- 가위손(KBS) - 대출 담당 직원(에드 퍼지)
- 러브 스파이(KBS) - 비르질리오
- 텀블위즈(KBS)
- 로봇인간 칩(KBS) - 칼슨 박사(앨런 시크)
- 죽은 시인의 사회(KBS) - 쳇(콜빈 어링) / 토드의 아버지(존 커닝햄) / 연극배우
- 줄리아(KBS)
- 비련의 연인(KBS)
- 더 게임(KBS)
- 게놈 프로젝트(KBS)
- 법외정(KBS) - 엄덕강
- 벤허(KBS) - 로마 군인(노엘 쉘든)
- 주니어는 못말려(KBS)
- 레이디스 앤 젠틀맨(KBS)
- 사랑은 방울방울(KBS) - 수인의 아버지
- 킹스 스피치(KBS) - 대주교(데릭 재커비)
- 길로틴 트래지디(KBS) - 세바스
- 셰익스피어 인 러브(KBS) - 휴 페니먼(톰 윌킨슨)
- 데드라인(KBS)
- 알비노 엘리게이터(KBS)
- 스파이더맨(KBS) - 이사회 인원(잭 베츠)
- 아가사 크리스티의 창백한 말(KBS) - 브래들리
- 콰이강의 다리(KBS) - 카네마츠(오카와 헤이하치로)
- 멜 깁슨의 영원한 사랑(SBS)
- 007 위기일발(KBS) - 크론스틴(블라덱 셰이발)
- 007 골드핑거(KBS) - 솔로(마틴 벤슨)
- 007 두 번 산다(KBS) - 브로펠드 (도널드 플레전스)
- 007 네버다이(KBS) - 카우프만 박사 (빈센트 쉬아벨리)
- 007 썬더볼 작전(KBS) - 쿠츠 교수(조지 프라우다) / 리페 백작(가이 돌만)
- 특종 카메라(KBS)
- 경마장의 비밀(SBS) - 우디
- 베토벤2(KBS) - 조지 뉴턴
- 양키 줄루(KBS) - 로에나 친구
- 크로우(SBS)
- 사랑의 스파이(KBS)
- 최고의 파트너(KBS)
- 톰과 허크(KBS)
- 킬러가 보낸 편지(KBS)
- 못 말리는 첩보원(KBS)
- 압솔롬 탈출(KBS)
- 열혈남아(KBS) - 큰 형님(임교)
- 용서받지 못한 자(KBS) - 뷰챔프(사울 루비넥)
- 인사이더(KBS) - CBS 뉴스 사장(스티븐 토보로스키)
- 레인 피플(KBS) - 나탈리의 남편(로버트 모디카)
- 업 클로즈 앤 퍼스널(KBS) - 뷰포드 셀스 (노블 윌링햄)
- 퀴즈 쇼(KBS) - 인라이트(데이비드 페이머)
- 타워링(KBS)
- 위험한 도박(KBS)
- 사랑할 때 버려야 할 아까운 것들(KBS) - 데이브 (폴 마이클 글레이저)
- 나의 사랑 나의 기사(KBS)
- 프린세스 브라이드(KBS)
- 머니 토크(SBS)
- 송 포 유(KBS) - 찰리 (램 존 홀더)
- 인 굿 컴퍼니(KBS) - 유진 칼브 (필립 베이커 홀)
- 컨스피러시(KBS) - 윌슨 (스티브 카핸)
- 인간 로케티어(KBS) - FBI 요원(제임스 핸디) / 배우(줄리언 반스) / 비행선 조종사(허먼 포프)
- 나 홀로 집에2(SBS) - 해리 (조 페시)
- 나 홀로 집에3(SBS) - 보프레 (오렉 크루파)
- 에일리언2(SBS)
- 패딩턴(KBS) - 그루버 (짐 브로드벤트)
- 지옥의 묵시록 [1990년 더빙판] (KBS)
- 매드 맥스 3(KBS) - 마스터 (안젤로 로지또)
- 인터폴 특명(SBS) - 이사
- 엘 시크레토: 비밀의 눈동자(KBS) - 로마노(마리아노 아르헨토)
- 델리카트슨 사람들(KBS) - 남편(쟝 프랑수아 페리에)
- 내 사랑 신디(KBS) - 릭키(제라르도 미지라)
- 라스트 콘서트(KBS) - 의사(프란체스코 다다)
- 도학위룡 3(SBS) - 임대악(황추생) / 검시관(증근영)
- 오명(KBS) - 후프카(E.A. 크롬슈미트)
- 대부(KBS) - 모그린(앨릭스 로코)
- 어느 날 밤에 생긴 일(KBS) - 오스카(로스코 칸스)
- 에이틴 어게인(SBS) - 선생님(케네스 티거)
- 펄프 픽션(KBS) - 울프(하비 케이틀) / 메이나드(두에인 휘터커)
- 스미스씨 워싱턴에 가다(KBS) - 디즈(토머스 미첼)
- 노 머시(SBS) - 알렌(윌리엄 애서턴)
- 죠스 2(KBS) - 에드(게리 더빈) / 더그(키스 고든)
- 난파선(KBS) - 매릭의 부하(가이 피턴) / 보안관(렌노브 넬슨)
- 마스크(SBS) - 어비(팀 배글리)
- 인피니트(KBS) - 브라이언(토비 존스)
- 스쿠비 두(SBS) - 몬다바리우스(로언 앳킨슨)
- 천국의 열쇠(KBS) - 요셉(광병웅)
- 듄(SBS) - 브리즈(브래드 듀리프)
- 스파이 대소동(KBS) - 앰하우스 박사(테리 길리엄) / 장군(톰 하튼) / 요원(래리 코엔)
- 39계단 (KBS) - 형사(칼튼 홉스)

### 외화
- 판관 포청천(KBS) - 방문산
- 호텔 바빌론(KBS) - 호텔에 무전취식하는 노인 외
- 칠협오의(SBS) - 한장
- 스필버그의 어메이징 스토리(KBS) - 배추맨
- 블라인드 저스티스(KBS) - 갤러웨이(사울 루비넥, 2~6,11화)
- 신드바드(KBS) - 오마르 (마누엘 코우치)
- 트윈 픽스(KBS) - 앤디 브레넌 부보안관 (해리 고아즈)
- 나치 영국 지부 SS-GB(KBS) - 캘러만(라이너 복)

### 게임
- 월드 오브 워크래프트 - 고블린 남성 (시간은 금이라구 친구), 신비술사 도안
- 도타2 - 태엽장이

### 광고
- KT SHOW (모델로 출연)

## 수상 경력
- 1989년 백상예술상 한국 연극상
- 2003년 연극제 남자 연기상

## 같이 보기
- 한국방송 성우극회